# Байсхайм, Отто
Отто Байсхайм (нем. Otto Beisheim; 3 января 1924[…], Фельберт, Рейнская провинция — 18 февраля 2013[…], Роттах-Эгерн, Бавария) — немецкий и швейцарский предприниматель, соучредитель концерна Metro AG.

## Биография
Байсхайм родился в семье управляющего поместьем, учился на торговца кожаными изделиями. В 1941—1945 годах, будучи членом СС, служил в звании штурмманна в артиллерийском полку элитной 1-й танковой дивизии СС «Лейбштандарт СС Адольф Гитлер», был награждён Железным крестом второй степени. После войны попал в плен к британцам и был отпущен на свободу в марте 1946 года. Историк Иоахим Шолтисек в подробном историческом исследовании о детстве и юности Байсхайма, опубликованном в 2020 году пишет, что нет никаких доказательств того, что он был причастен к военным преступлениям СС.
После Второй мировой войны Отто Байсхайм работал прокуристом (уполномоченным представителем) компании по продаже электротоваров Stöcker & Reinshagen. Владельцы компании Шелль в 1964 году вступили в акционерное общество Metro AG, основанное в 1963 году в Эссене коммерсантами из Дуйсбурга Вильгельмом Шмидт-Рутенбеком и Эрнстом Шмидтом. Первый магазин Metro открылся в ноябре 1963 года в Эссене. Управляющим директором второго магазина Metro в Мюльхайме-на-Руре в 1964 году стал Отто Байсхайм. В 1967 году Байсхайм выступил посредником на переговорах об участии в Metro AG именитой дуйсбургской компании Franz Haniel & Cie. и также стал акционером. Именно при Отто Байсхайме, ставшем единоличным управляющим Metro AG, компания выросла в один из крупнейших торговых концернов мира. Байсхайму принадлежало 18,5 % акционерного капитала группы Metro. Его состояние оценивалось в 2008 году в почти 4,85 млрд евро.
10 января 2004 года на Потсдамской площади в Берлине состоялась торжественная церемония открытия Центра Байсхайма стоимостью в 463 млн евро, в котором разместились в том числе 5-звёздочные отели сетей Ritz-Carlton и Marriott International. Байсхайм занимался благотворительной деятельностью и помогал многим школам и дошкольным образовательным учреждениям.
Отто Байсхайм проживал в швейцарском Баре и в 1988 году получил гражданство Швейцарии. В Германии проживал в Роттах-Эгерне на Тегернзе. Зиму проводил в Майами. Пятьдесят лет состоял в браке с женой Ингой, которая умерла в 1999 году. В 2004 году площадь перед Центром Байсхайма получила имя Инги Байсхайм. В 2008 году женился на Лизе Эверс. В последние годы жизни страдал от неизлечимой болезни и «ввиду безнадёжности состояния здоровья» 18 февраля 2013 года застрелился из пистолета в ванной комнате своей виллы в Роттах-Эгерне. Ему было 89 лет.